# Artur Henne
Artur Henne (* 13. Februar 1887 in Dresden als Karl Arthur Henne; † 19. Februar 1963 in Liebstadt) war ein deutscher Maler.

## Leben
Henne war ein Sohn des königlichen Tafeldeckers Karl August Otto Henne (1847–1909) und der aus dem Emmental stammenden Schweizerin Anna Maria (geb. Zimmermann; 1849–1938). Er wuchs in gutbürgerlichen und aristokratischen Kreisen auf und erhielt durch seine Eltern und deren Freunde frühzeitig künstlerische Anregungen, die in ihm den Wunsch nach einer kunstgewerblichen Ausbildung weckten. Diese begann Henne 1902 mit sechzehn Jahren an der Dresdner Kunstgewerbeschule. Nach zweijähriger Tätigkeit in einem Kunstgewerbeatelier ging er 1905 erneut an die Kunstgewerbeschule, wo er u. a. mehrere Semester zu den Schülern des Malers und Restaurators Ermenegildo Antonio Donadini gehörte.
1908 wechselte Henne an die Kunstakademie Dresden. Hier setzte er sein Studium u. a. bei Eugen Bracht fort, dessen Meisterschüler er zuletzt war. Bracht bestärkte Henne in der hauptsächlichen Auswahl seiner Motive, so dass dieser sich zu einem Landschaftsmaler entwickelte. Henne bildete bevorzugt landschaftlich reizvolle Städte, Dörfer, Felder und Wälder ab. Dabei entwickelte er in der Sprache des lyrischen Realismus eine Gestaltungsweise, die sich eng an die Landschaftsauffassung von Jean-Baptiste Camille Corot anlehnte, diese aber teilweise bis ins Immaterielle, Ästhetische und Durchgeistigte überhöhte. Hennes Malereien sind atmosphärisch dichte, von Licht- und Schattenspielen geprägte Stimmungslandschaften, die dem Betrachter (und Henne selbst) einen intimen und fühlbaren Kontakt zur Natur ermöglichen. Der Zauber der Landschaft sollte bis zu seinem Tod das Thema sein, das Henne faszinierte und das er in seinen Werken immer wieder aufgriff.
Technisch wandte sich Henne bereits an der Kunstakademie dem Radieren zu, das er sich weitgehend als Autodidakt beibrachte und immer weiter perfektionierte. 1912 verließ Henne die Kunstakademie mit einer silbernen Medaille in der Tasche. Bereits ein Jahr später folgte seine erste Ausstellung in einer Kunsthandlung auf der Prager Straße. Dabei trat er ausschließlich als Radierer in Erscheinung. Als Auftragswerke schuf er u. a. eine bedeutende Zahl von Exlibris.
Auf der Suche nach Motiven durchstreifte Henne in den folgenden Jahrzehnten die Umgebung Dresdens. Dabei entdeckte er im Osterzgebirge ein bevorzugtes „Malrevier“. Die naturnahe und von charaktervollen Einzelmotiven geprägte Landschaft mit ihren teilweise weiten Blickbeziehungen entsprach dem Stimmungsnaturalismus des Malers so sehr, dass dieser sich als Ergänzung zu seiner Dresdner Wohnung seit 1942 ein kleines Zimmer und ein Atelier in Liebstadt mietete. In Liebstadt feierte Henne auch seine Geburtstage. Dies bewahrte ihn 1945 davor, ein Opfer des Luftangriffs auf Dresden zu werden. Allerdings verlor Henne in der Nacht des 13. Februar 1945 seine Dresdner Wohnung in der Kaiser-Straße (heute Robert-Blum-Straße) 2 mit der Werkstatt und dem Großteil seiner bisherigen Werke. Darunter befanden sich etwa 700 Radierplatten.
Vor einen derartigen Neuanfang gestellt, entschied sich Henne zu einem Verbleib in Liebstadt. Die Wahl dieses kleinen beschaulichen Städtchens erklärte sich nicht nur aus seiner Liebe zur Landschaft des Osterzgebirges, sondern entsprach auch seinem stillen Naturell. Den Liebstädtern ist er bis heute als hilfsbereiter, genügsamer, heiterer und bescheidener Mensch in Erinnerung geblieben. Künstlerisch setzte Henne seine Landschaftsmalerei fort, wobei Motive in Liebstadt (u. a. Schloss Kuckuckstein) und der Umgebung im Mittelpunkt standen.
Henne war in der Zeit des Nationalsozialismus Mitglied der Reichskammer der bildenden Künste und in der DDR des Verbands Bildender Künstler der DDR.
Das Grab Hennes befindet sich auf dem Liebstädter Friedhof.

## Museen und öffentliche Sammlungen mit Werken Hennes (mutmaßlich unvollständig)
- Altenburg/Thüringen: Lindenau-Museum
- Dippoldiswalde: Lohgerber Museum[2]

## Werke (Auswahl)
Radierungen
- Exlibris (um 1921; publiziert in Das Plakat, 11–12/1921, S. 630)[3]

- Holzschlag (1922, 32,5 × 24 cm; Lindenau-Museum)
- Im Aisne-Tal (19,7 × 29,7 cm; Lindenau-Museum)
- Alter Bruch (29,7 × 28 cm; Lindenau-Museum)
- Wald im Vorfrühling (33 × 25 cm; auf der Dritten Deutschen Kunstausstellung)
- Blick ins Seidewitztal (1951, Radierung)[4][5]

Zeichnungen
- Stadtkirche (1940, Grafit, aquarelliert, 35 × 25 cm)[6][5]
- An den Linden (1948, Bleistift)[7]
- Windbruch (1949, Bleistift)[8][5]

## Ausstellungen (unvollständig)

### Einzelausstellungen
- 1938: Freiberg, Freiberger Kunstverein
- 1946: Pirna (mit Heinz Fülfe und Ruth Klatte)

#### Postum
- 1982: Sebnitz, Heimatmuseum (Radierungen und Zeichnungen)
- 1986 und 1987: Pirna, Galerie am Elbtor
- 1997: Dippoldiswalde, Stadtmuseum

### Teilnahme an Gruppenausstellungen
- 1936: Dresden („Kunstausstellung Dresden“)
- 1943: Dresden, Brühlsche Terrasse („Kunstausstellung Gau Sachsen“)
- 1946: Dohna, Gasthof Müglitztal („1. Kunstausstellung“)
- 1947: Pirna, Haus der Jugend („1. Kunstausstellung des Kreises Pirna“)
- 1947 und 1948: Freiberg, Stadt- und Bergbaumuseum (2. Ausstellung Erzgebirgischer Künstler[9] und 3. Ausstellung Erzgebirgischer Künstler[10])
- 1953: Dresden, Dritte Deutsche Kunstausstellung
- 1960: Königstein: Festung Königstein („5. Ausstellung des Verbandes Bildender Künstler Deutschlands, Arbeitskreis Pirna“)

## Rezeption
„Artur Henne hat in rückhaltloser Hingabe an der Natur gearbeitet. In dieser unvoreingenommenen künstlerischen Haltung haben wir, wie die Kritik es einmal nannte, einen ‚sächsischen Corot‘ vor uns. Diese einfache Naturempfindung, diese Freiheit der Linie in den Radierungen, die manchmal an Rembrandt erinnern. […] Worte von Camille Corot können ohne weiteres  auf Artur Henne bezogen werden, weil sie aus einer ähnlichen Grundhaltung kommen: ‚Das Schöne in der Kunst ist die Wahrheit, eingetaucht in den Eindruck, den wir beim Anblick der Natur empfangen haben.‘“

„Verwendet Artur Henne landschaftliche Motive zu seinen Blättern, so ist oft ein unsagbar feiner Duft über den Weiten ausgebreitet, und die Sehnsucht und Freude an der Schönheit der Natur durchdringen aller Dinge“

## Henne über den „eingefleischten Single“ Henne
„Die Ehe nennt man die Vernichtung des eigenen Ichs, mit der Verpflichtung sich unter Frauenjoch zu beugen und möglichst Kinder zu erzeugen. Stets wohlgefällig ist die Tat der Schwiegermutter und dem Staat.“